# Société Alsacienne de Constructions Mécaniques

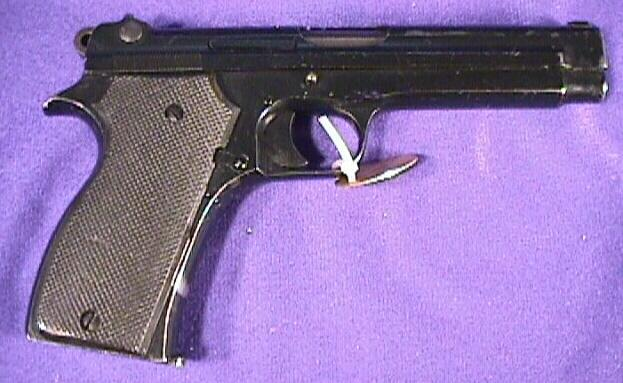
A pistola Modèle 1935 fabricada pela SACM para o Exército Francês e para as forças de ocupação alemãs 1937-1950.

A Société Alsacienne de Constructions Mécaniques (SACM) foi uma indústria francesa, sediada em Mulhouse que produziu locomotivas. No passado, a SACM produziu a primeira pilha atômica em Marcoule, máquinas têxteis, máquinas gráficas de papel e tecidos, os motores diesel, caldeiras, equipamentos de movimentação de carga e de mineração, cabos de telecomunicação, armas e geradores.

## História

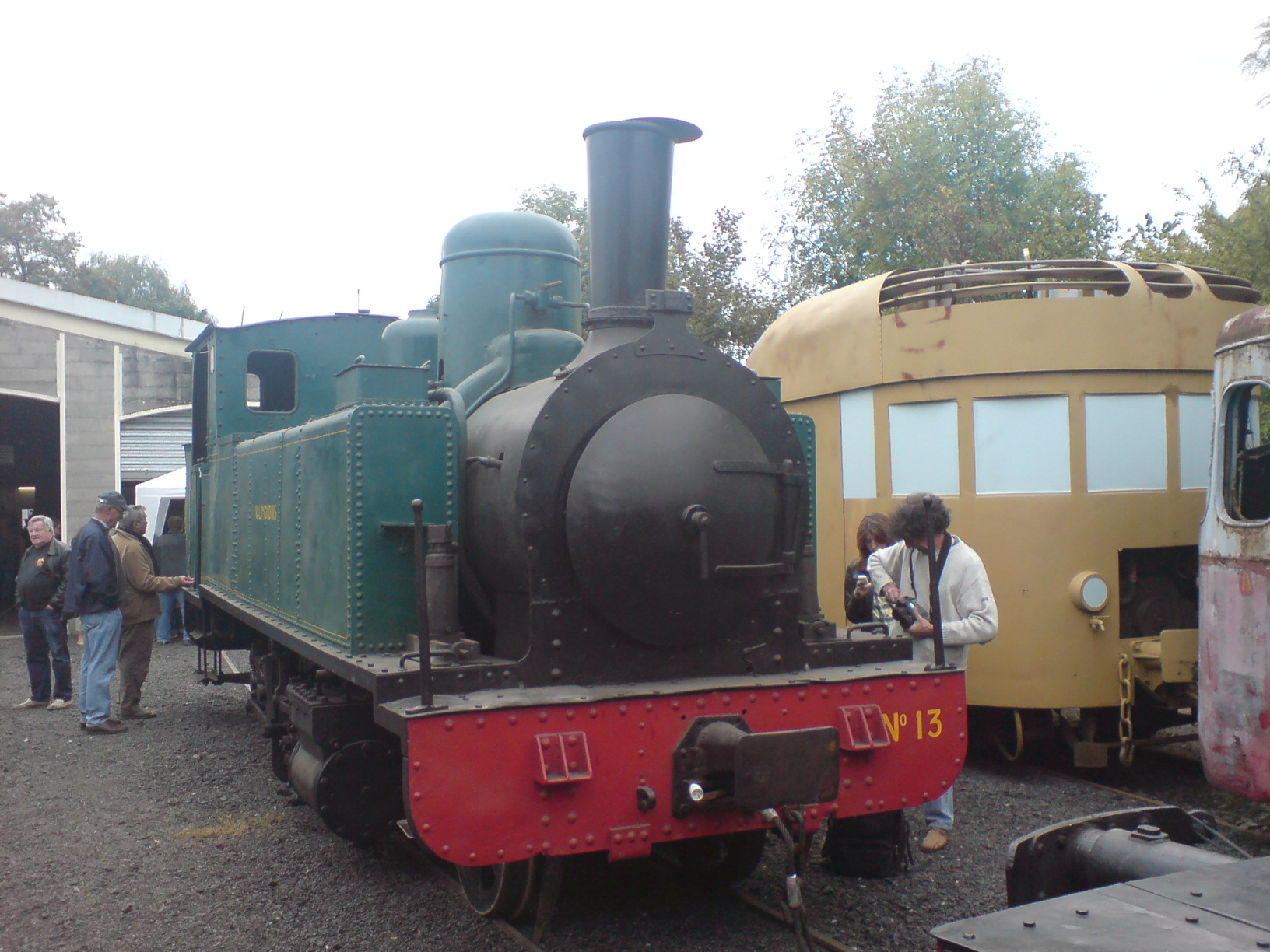
SACM 130T n° (7381/1924)

Em 1826 por André Koechlin, iniciou produzindo máquinas têxteis, em 1839 abriu uma oficina para a construção de locomotivas em Mulhouse. O negócio cresce rapidamente e Koechlin funde com Ateliers de Graffenstaden para criar a Elsaessische Maschinenbau-Gesellschaft Grafenstaden (EMBG).
Com a anexação da Alsácia-Lorena pela Alemanha em 1871, implica na retirada de parte da produção de Belfort e a criação da SACM entre 1878-1879. Em 1893, o transporte ferroviário elétrico começa a ter alguma dinâmica, a americana General Electric associa-se com a Compagnie Francaise Thomson-Houston. Após a Primeira Guerra Mundial, a eletrificação ganha impulso. Em 1928, a Thomson-Houston fundir com parte do SACM para formar a Alsthom (hoje conhecida como a Alstom), pela contração da ALSácia-THOMson.
A fábrica em Mulhouse experimentou greves em 1936. Em 1966, ela se tornou uma subsidiária da Société Hispano-Alsacienne de Constructions Mécaniques (SHACM), e, em seguida da Société Alsacienne de Participations Industrielles (ALSPI). Em 1982, a SACM separa os departamentos de produção de motores (SACM-M) e de máquinas têxteis (SACM-T).
A SACM-T irá fechar as suas portas em agosto de 1986.
Em 1989 torna-se SACM-DIESEL, com a união, com paridade do capital, da ALSPI e da Wärtsilä Diesel, fabricante de grandes motores industriais a diesel e gás. Em 1993, a empresa muda seu nome, tornando-se Wärtsilä SACM Diesel, quando o grupo finlandês Wärtsilä Diesel assume o controle total da empresa de Mulhouse.

## Os motores diesel
Motores diesel construído em Mulhouse, foram vendidos em todo mundo principalmente para propulsão de barco, trem e geradores.
Produzia três tipo de motores:
- MGO (Ollier MAREP Grosshans) - 175 milímetros de diâmetro, de 6 a 16 cilindros.
- AGO (Alsacienne Grosshans Ollier) - 195 milímetros de diâmetro, de 12 a 16 cilindros.
- AGO (Alsacienne Grosshans Ollier) - 240 milímetros de diâmetro, de 12 a 20 cilindros.

## SACM no Brasil
Os motores MGO equiparam as locomotivas fabricadas pela LEW (Alemanha Oriental) que foram vendidas para as ferrovias paulistas (Companhia Paulista, Sorocabana e Mogiana). Os modelos DE I PA (Paulista) e DE II S (Sorocabana) vieram equipados com o motor MGO-V12-BSHR com potência bruta de 1050 hp, já o modelo DE III M (Mogiana) eram equipados com o motor MGO-V16-BSHR com potência bruta de 1400 hp.